# Coix
Coix is een geslacht uit de grassenfamilie (Poaceae). De soorten komen wereldwijd voor.